# Serge Thion
Serge Thion (Issy-les-Moulineaux, 25 aprile 1942 – Créteil, 15 ottobre 2017) è stato un giornalista e sociologo francese, nonché ricercatore del CNRS, noto per le sue posizioni negazioniste dell'Olocausto.

## Biografia
Lavorò come ricercatore nel Centro Nazionale Francese per la Ricerca Scientifica (CNRS) dal 1971 al 2000. Molte delle sue ricerche si concentrano su Cambogia e Vietnam.
Thion fu oggetto di alcune controversie quando scrisse che il "genocidio", relativamente ai fatti della Cambogia durante la stagione dei Khmer Rossi, non è stato correttamente descritto tecnicamente perché non fu un tentativo di massacro basato su ragioni di purezza razziale.
Secondo Thion:
"La verità è che il genocidio, il massacro, la cancellazione di interi popoli o culture, e altre atrocità disumane, le torture, le corruzioni totali, e così via, sono parte integrante delle politiche di governo, di solito rivolte ai paesi stranieri. Non c'è altra legge che la legge della giungla. Se vogliamo cambiare la situazione, dobbiamo prima riformare le nostre leggi, privare le autorità della loro immunità politica, abolire la "Ragione di Stato" e il sistema del segreto di stato che copre tutti questi crimini. Se potessimo arrivare a raggiungere uno stadio in cui ogni funzionario vorrebbe essere giudicato in accordo con le stesse regole che si applicano a te e a me, a ogni altro essere umano, noi non avremmo bisogno di tutti questi straordinari concetti perché la regola comune è del tutto sufficiente."
Nel 2000 è stato dimesso dal Centro Nazionale Francese per la Ricerca Scientifica (CNRS) per osservazioni fatte da lui negando l'Olocausto.
Nel 2002, è stato dichiarato colpevole per diffamazione contro lo scrittore Didier Daeninckx e nel settembre del 2003 fu dichiarato colpevole di falsificazione di testi con diritti d'autore, per riproduzione senza il permesso degli autori e radicali modifiche dei testi con propri commenti.
Insieme a Robert Faurisson pubblicò libri che negano l'esistenza di camere a gas nei campi di sterminio nazisti.